# Lingua kamba
Il kamba (nome locale kikamba) è una lingua bantu dell'Africa orientale.
La lingua kamba viene parlata nella parte sudorientale del Kenya, soprattutto nella provincia Orientale, ad est di Nairobi. I parlanti della lingua kamba sono generalmente plurilingui con le lingue ufficiali del loro Stato, lo swahili e l'inglese.
All'interno del gruppo delle lingue bantu, viene classificata nel sottogruppo delle lingue kikuyu-kamba (E50), insieme ad altre importanti lingue della regione come il gikuyu, l'embu e il meru.
Il kamba viene scritto utilizzando un alfabeto latino modificato.